# Guru Logi Champ
Guru Logi Champ (ぐるロジチャンプ, Gururojichanpu) est un jeu vidéo de puzzle sorti en 2001 sur Game Boy Advance. Le jeu a été développé et édité par Compile.